# Alan Permane
Alan Permane, född 4 februari 1967 i Walton-on-Thames i England, är en brittisk ingenjör som är stallchef för det österrikiska Formel 1-stallet Racing Bulls sedan den 9 juli 2025.

## Biografi
Permane inledde sin karriär inom motorsport när han fick 1989 en anställning hos F1-stallet Benetton Formula, där han arbetade med elektronik. År 1996 utsågs Permane till assisterande ingenjör till Jean Alesi, året efter blev han Alesis raceingenjör. År 1998 var han det även för Giancarlo Fisichella. År 2002 blev Benetton uppköpta av den franska biltillverkaren Renault och Permane blev raceingenjör för Jarno Trulli. År 2004 lämnade Trulli för Toyota F1 och Permane blev återigen raceingenjör till Fisichella. År 2006 blev han befordrad till chefsingenjör. Tre år senare sålde Renault 75% av stallet till Genii Capital och stallet blev Lotus F1 två år senare. År 2011 utsågs Permane som chef för stallets banverksamhet. Under Indiens Grand Prix 2013 ville stallet att Kimi Räikkönen skulle flytta på sig i förmån av stallkamraten Romain Grosjean, det tog längre tid än vad de ville. Permane tappade till slut fattningen och skrek över radion att Räikkönen skulle flytta sig omgående, där även svordom förekom. Räikkönen bet tillbaka och menade att han kunde inte flytta sig i en kurva under hög hastighet, Grosjean passerade honom dock efter kurvan. Permane intervjuades efter loppet och förklarade att han var besviken på Räikkönen att han dröjde så länge som han gjorde med att släppa fram Grosjean. Detta resulterade i att Permanes familj fick ta emot mordhot från uppretade supportrar till Räikkönen. Lotus gick ut senare och bad om ursäkt för incidenten. I december 2015 köpte Renault tillbaka Lotus från Genii Capital och Permane fortsatte arbeta för stallet. Han blev senare befordrad till att arbeta som sportdirektör, Permane behöll positionen även efter Renault F1 blev Alpine F1 till 2021 års säsong. Den 28 juli 2023 meddelade Alpine att Permane skulle lämna F1-stallet efter att Belgiens Grand Prix 2023 var färdigkörd. I januari 2024 började han arbeta som racingchef (racing director) för Racing Bulls, han var på den positionen tills den 9 juli 2025 när Permane blev befordrad till att vara stallchef för F1-stallet. Det berodde på att Racing Bulls systerstall Red Bull Racing hade sparkat sin stallchef/VD Christian Horner och ersatt honom med Racing Bulls egen stallchef Laurent Mekies.